# كأس العالم لكرة الماء فينا 1987
كأس العالم لكرة الماء (فينا) 1987 كان الموسم الخامس من كأس فينا، ونظمت من قبل الاتحاد الدولي للسباحة (FINA). وجرت المنافسات في سالونيك، اليونان.
وتوج منتخب يوغوسلافيا بكأس البطولة. فيما حل منتخب الاتحاد السوفيتي في المركز الثاني، ومنتخب ألمانيا في المركز الثالث.

## الترتيب النهائي
| الترتيب | الفريق           |
| ------- | ---------------- |
| الأول   | يوغوسلافيا       |
| الثاني  | الاتحاد السوفيتي |
| الثالث  | ألمانيا الغربية  |
| 4.      | الولايات المتحدة |
| 5.      | إيطاليا          |
| 6.      | إسبانيا          |
| 7.      | كوبا             |
| 8.      | اليونان          |

| كأس العالم لكرة الماء فينا 1987 |
| ------------------------------- |
| · يوغوسلافيا · للمرة الأولى     |